# San Sebastián Tutla
San Sebastián Tutla là một đô thị thuộc bang Oaxaca, México. Năm 2005, dân số của đô thị này là 15922 người.